# باسانو في تيفيرينا
باسانو في تيفيرينا؛ هي (بلدية) في مقاطعة فيتربو في إقليم لاتيوم الإيطالي، يبلغ عدد سكانها 1332 نسمة وتقع على بعد حوالي 90 كيلومتر (56 ميل) من مدينة شمال روما وحوالي 20 كيلومتر (12 ميل) شمال شرق فيتربو. وهي واحدة من أجمل قرى إيطاليا.

## موقعها
تقع مدينة باسانو في تيفيرينا على الحدود بين لاتسيو وأومبريا وتقع في موقع يطل على وادي التيبر، على الفروع الأخيرة شمال تلال شيميني.

## تاريخها
أصل المدينة غير مؤكد للغاية. تعود نهاية الاسم المشتقة من اللاحقة اللاتينية للصفة إلى العصر الروماني، ويبدو أنها تتذكر مع جذر الاسم اسم العائلة ( باسوس ) لشخصية كانت تمتلك عقارات كبيرة في المنطقة.
يقع مركز مدينة باسانو في تيفيرينا على نتوء صخري يقع في وضع خلفي قليلاً مقارنة بوادي التيبر، والذي يطل على جزء منه، موقعها المخفي بين التلال المحيطة بها لا يسمح برؤية المواقع المجاورة مثل موغنانو، وأتيجليانو، وكيا، وبومارزو، ومع ذلك لا بد أن نظام الرؤية والاتصال كان موجودًا عبر تلال ساسو كوادرو (324 مترًا فوق مستوى سطح البحر) وبوجيو زوكو (318 مترًا فوق مستوى سطح البحر)، والمتصلة مباشرة بمدينة باسانو من خلال المسارات القديمة بالإضافة إلى مواقع المستوطنات القديمة، كما تثبت بقايا المباني.

## بحيرة فاديمو: تاريخ وخصائص طبيعية
في اتجاه مجرى النهر من وسط المدينة، وعلى مقربة من نهر التيبر، تقع بحيرة فاديمو ، المعروفة محليًا باسم "البركة"، والتي وصفها بليني الأصغر بأنها "عجلة مستلقية ذات محيط منتظم أكثر شحوبًا وخضرة وكثافة من البحر". واليوم، أصبحت البحيرة جافة جزئيًا وتتغذى على ينابيع كبريتية، والتي، إلى جانب نباتات المستنقعات والرواسب المعدنية، تخلق كتلًا ذات حجم معين ربما أوحت بفكرة "الجزر العائمة" التي ذكرها بعض المؤلفين اللاتينيين، في العصر الروماني، كانت البحيرة، التي تسمى لاكوس فلاديمونيس، بالإضافة إلى كونها أكبر حجمًا، تعتبر مقدسة أيضًا: بالقرب من شواطئها، كان الأتروسكان يقيمون طقوسًا واحتفالات دورية، بينما كان الرومان يغمرون أسلحتهم في مياهها لجعلها لا تقهر.

## مدينة باسانو: موقع استراتيجي وتاريخ عسكري
تم بناء مدينة باسانو على سفوح تلال تشيميني، وكانت بمثابة خطوة ضرورية في الطريق من سوريانو إلى نهر التيبر، كما لعبت أيضًا وظيفة استراتيجية في الوادي. كان المركز الصغير مأهولًا بالسكان بالفعل في العصر الأتروسكاني ولكن تم التخلي عنه أثناء سيطرة الرومان، الذين غزوا المنطقة المحيطة بأكملها، واستولوا على المنطقة بفضل معركتين داميتين: الأولى في عام 309 قبل الميلاد، تحت قيادة القنصل كوينتوس فابيوس روليانوس ، والثانية في عام 283 قبل الميلاد، والتي هزموا فيها أخيرًا الأتروسكان والسينونيس (سكان غاليون احتلوا المنطقة سابقًا)، وبحسب الأسطورة، تحولت مياه نهر التيبر في تلك المناسبة إلى اللون الأحمر، وأخذت معها جثث الأعداء معلنة النصر لروما بمجرد استيلائهم على المكان، قام الرومان من أجل تعزيز سيطرتهم على الأتروسكان ومراقبة الملاحة على نهر التيبر، بتأسيس قلعة على هذه التلال، تم تحديدها باسم كاستروم مارينوم، وفقًا لخريطة طبوغرافية أنجزتها عائلة ماتي في النصف الثاني من القرن السابع عشر. تم استعادة الموقع بين القرنين التاسع والعاشر عندما اكتسب أهمية مرة أخرى بسبب موقعه الذي يمكن الدفاع عنه بسهولة بفضل قربه من طريق أميرينا، وهو طريق روماني قديم لا يزال قيد الاستخدام في ذلك الوقت، تحت تهديد المجريين.

## أصول باسانو وعلاقتها بالكنيسة
يظهر اسم باسانو في تيفيرينا لأول مرة في القرن الحادي عشر، وفقًا للتقاليد، تبرعت الكونتيسة ماتيلدا من كانوسا، صاحبة العقارات الكبيرة في فيتربو، بقلعة باسانو وأماكن أخرى في المنطقة للبابا غريغوري السابع في عام 1070، وكدليل على ذلك، هناك أيضًا مرسوم كتبه إنوسنت الثالث يعود تاريخه إلى عام 1212، حيث يؤكد أن العقار كان في ذلك التاريخ تابعًا بالفعل للغرفة الرسولية. ولقد وجدت المدينة نفسها دائمًا تحت حماية الكنيسة، محمية من هجمات البلدة القوية القريبة، وخاصة مدينة أورتي.

## تاريخ من التبعية والتحولات الكبرى
بين عامي 1298 و1377 أصبحت المدينة بلدية، ولكنها كانت دائمًا تحت سيطرة الكرسي الرسولي، في عام 1437 تم دمج أبرشية أورتي، التي تنتمي إليها باسانو، مع أبرشية سيفيتا كاستيلانا. في عام 1527، أعطى البابا كليمنت السابع العقار إلى النبيل النابولي ألفونسو لاجني، وبعد وفاته عادت العقار مرة أخرى إلى الغرفة الرسولية. في عام 1559، باع البابا بيوس الرابع المجمع إلى الكاردينال كريستوفورو مادروزو، وشقيقه نيكولا، وابن أخيه فورتوناتو. وبعد عشرين عامًا، اشترى صهر فورتوناتو الكاردينال ماركو سيتيكو ألتيمبس، العقار وأمر ببناء قصره، ولكن في نهاية القرن السادس عشر تم تسليم المنطقة أخيرًا إلى أيدي الغرفة الرسولية، التي عملت عليها لسنوات عديدة قادمة. في عام 1929 تم ضم مدينة باسانو الضعيفة والصغيرة إلى أورتي ولم تصبح مستقلة مرة أخرى إلا في عام 1958. وفي 25 نوفمبر 1943، أثناء الحرب العالمية الثانية، تعرضت المدينة لأضرار بالغة بسبب انفجار هائل هز المنطقة: حيث انفجر قطار ألماني محمل بالذخيرة كان متوقفًا أسفل المحطة، مما تسبب في حدوث انحراف في الرياح أدى إلى تدمير أسطح وجدران قرية المدينة القديمة، مما أجبر الناس على التخلي عنها وجعلها غير صالحة للسكن لعقود عديدة.
خلال العقود القليلة الماضية، شاركت القرية في سلسلة من تدخلات التعافي وتم ترميم 31 مسكنًا بفضل المبادرات العامة. في عام 2002م تقرر تعزيز جرف التوف الذي يقع عليه جزء كبير من القرية.

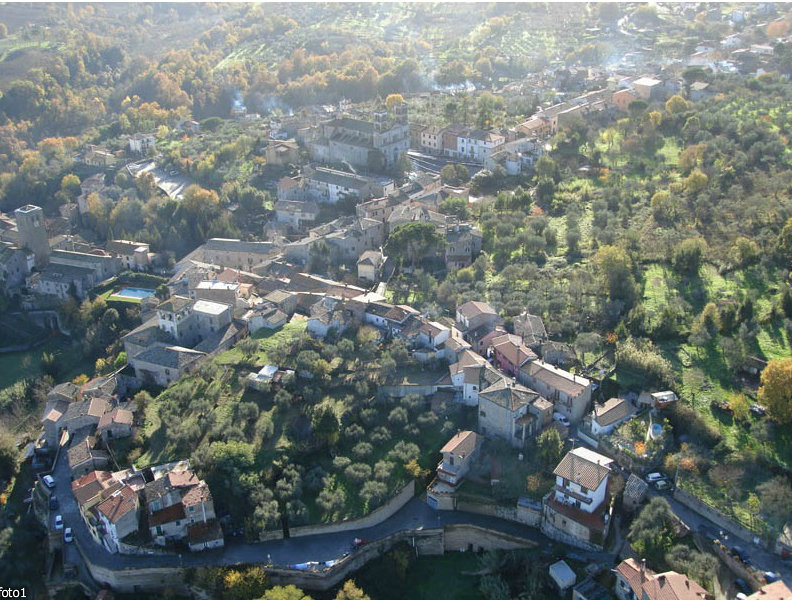
نظرة عامة على باسانو في تيفيرينا

## نقاط الاهتمام
1. كنيسة سانتا ماريا دي لومي
2. برج الساعة
3. كنيسة الحبل بلا دنس
4. كنيسة القديسين فيدينزيو وترينزيو
5. كنيسة مادونا ديلا كويرسيا
6. النافورة القديمة
7. كنائس قديمة للقديسة بياجيو والقديسة آنا
8. مدرج جيوفاني باولو الثاني
9. بوجيو زوكو وساسو كوادرو

## مجتمع

### التوأمة
باسانو في تيفيرينا لها توأمة مع لاغارديل سور ليز .

### رياضة
فريق كرة القدم في باسانو في تيفيرينا هو نادي سبورتنج باسانو في تيفيرينا ، والذي يلعب في بطولة فيتربو، الفئة الثالثة، المجموعة ب.

## معرض الصور

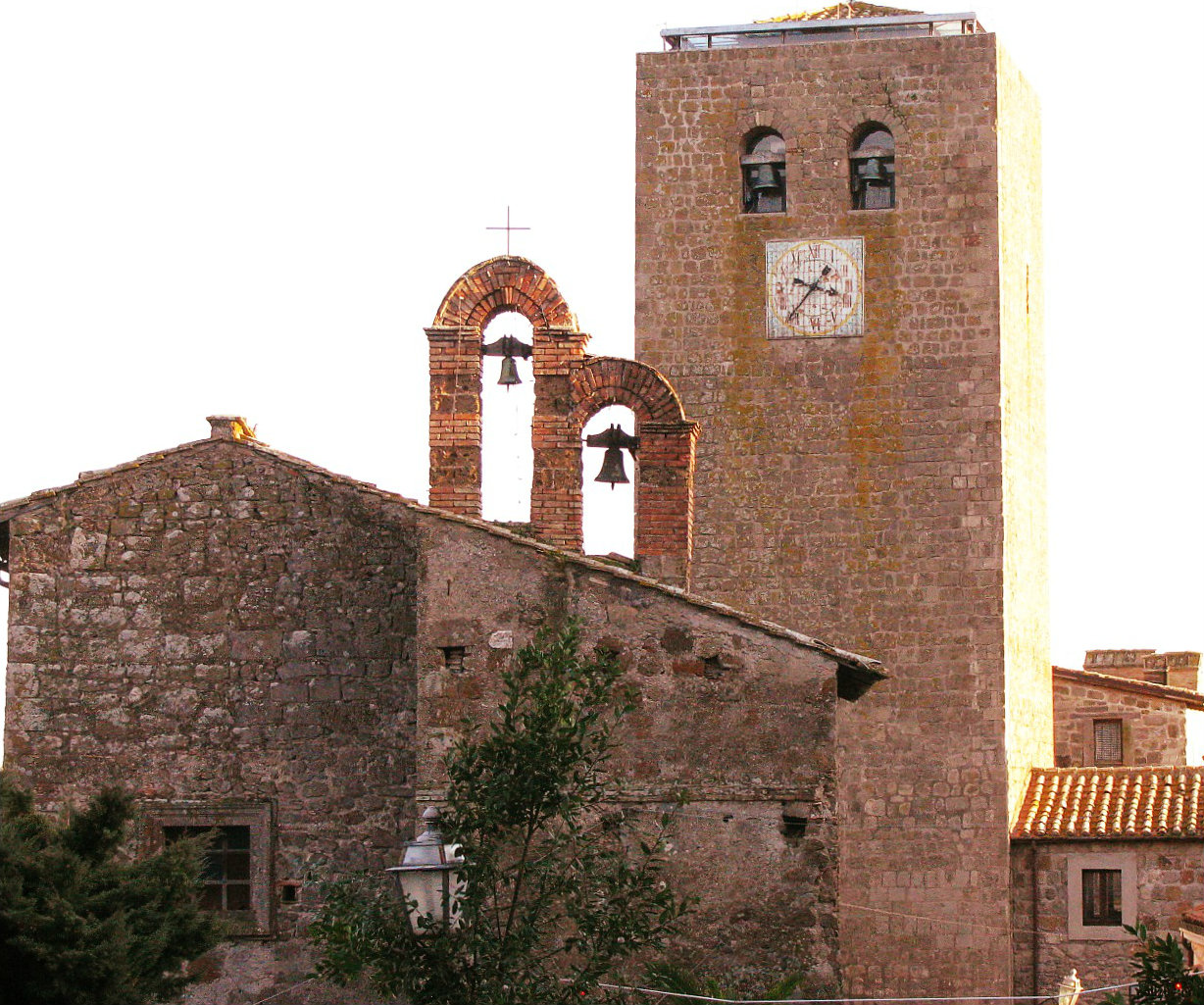
كنيسة سانتا ماريا دي لومي وبرج الساعة
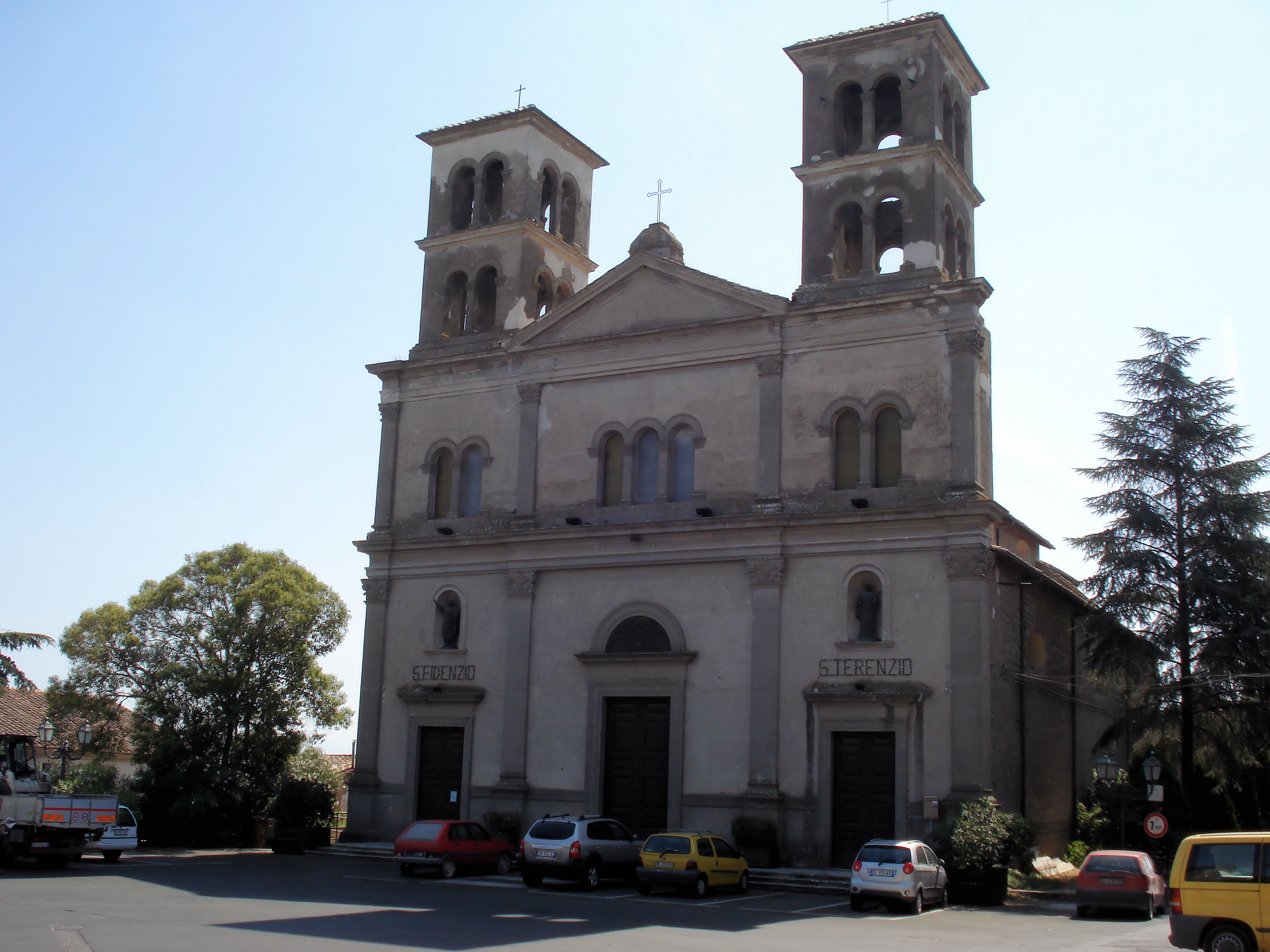
كنيسة إيماكولاتا كونسيزيوني
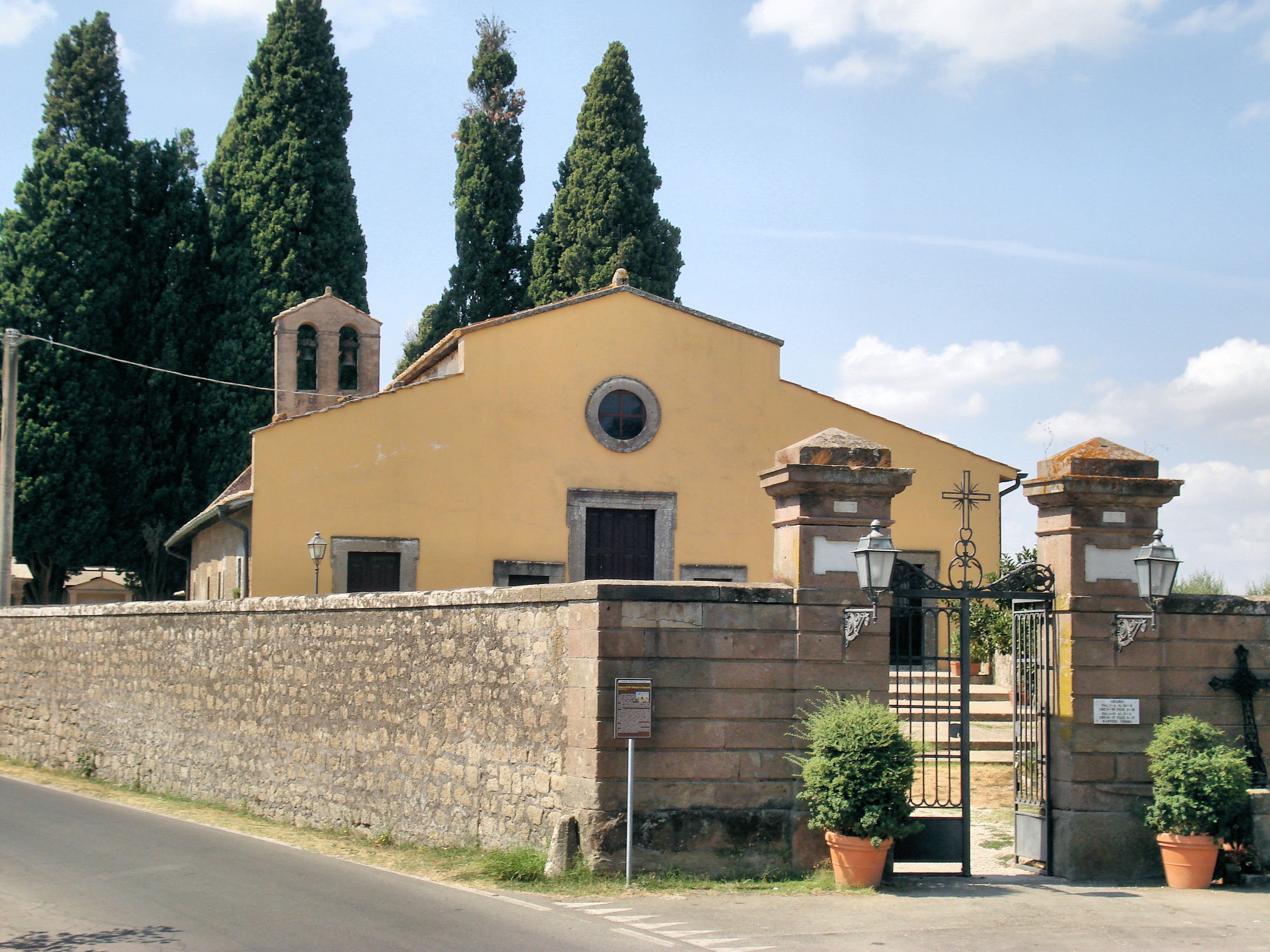
كنيسة القديسين فيدينزيو وترينزيو
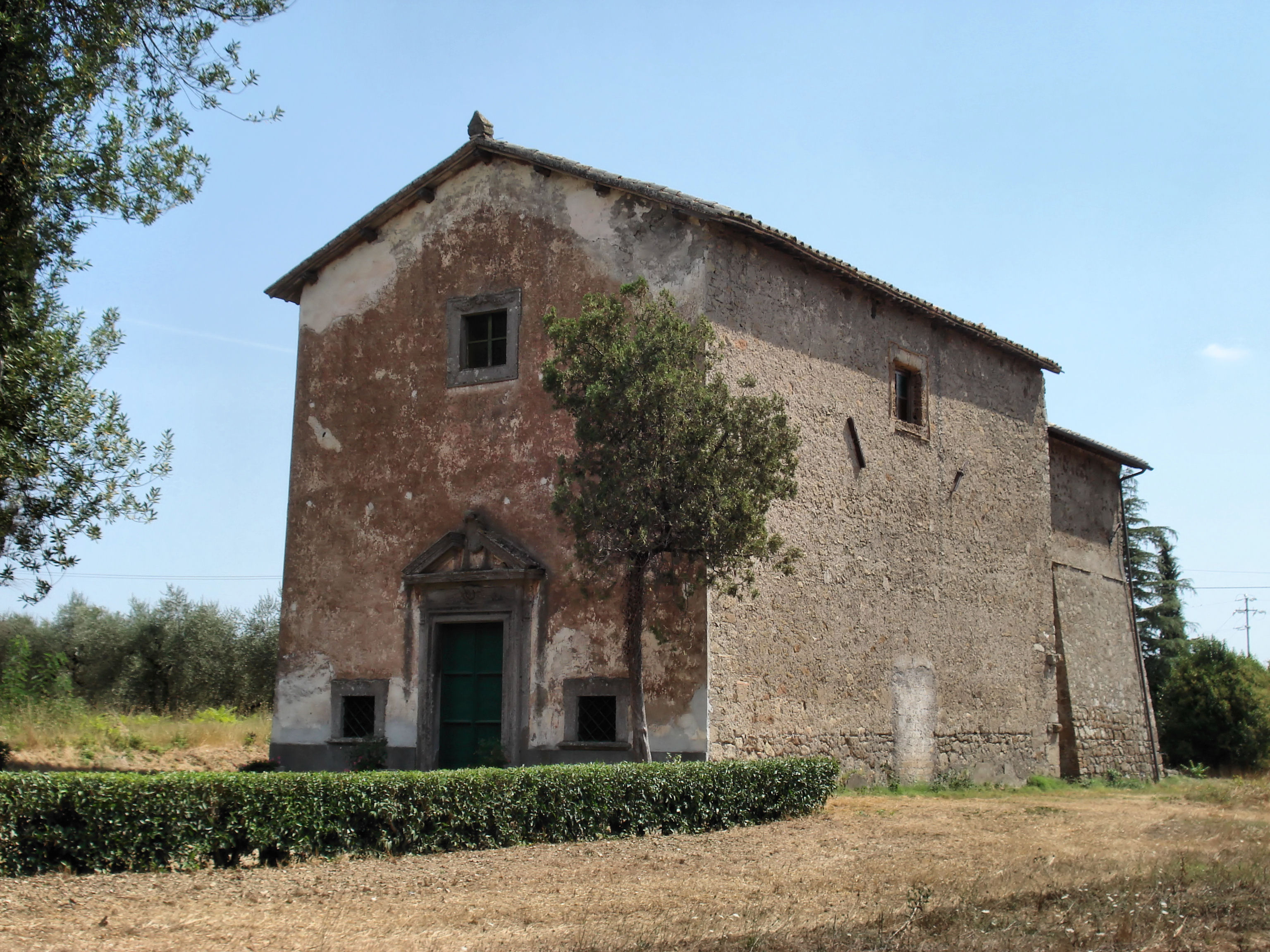
كنيسة مادونا ديلا كويرسيا
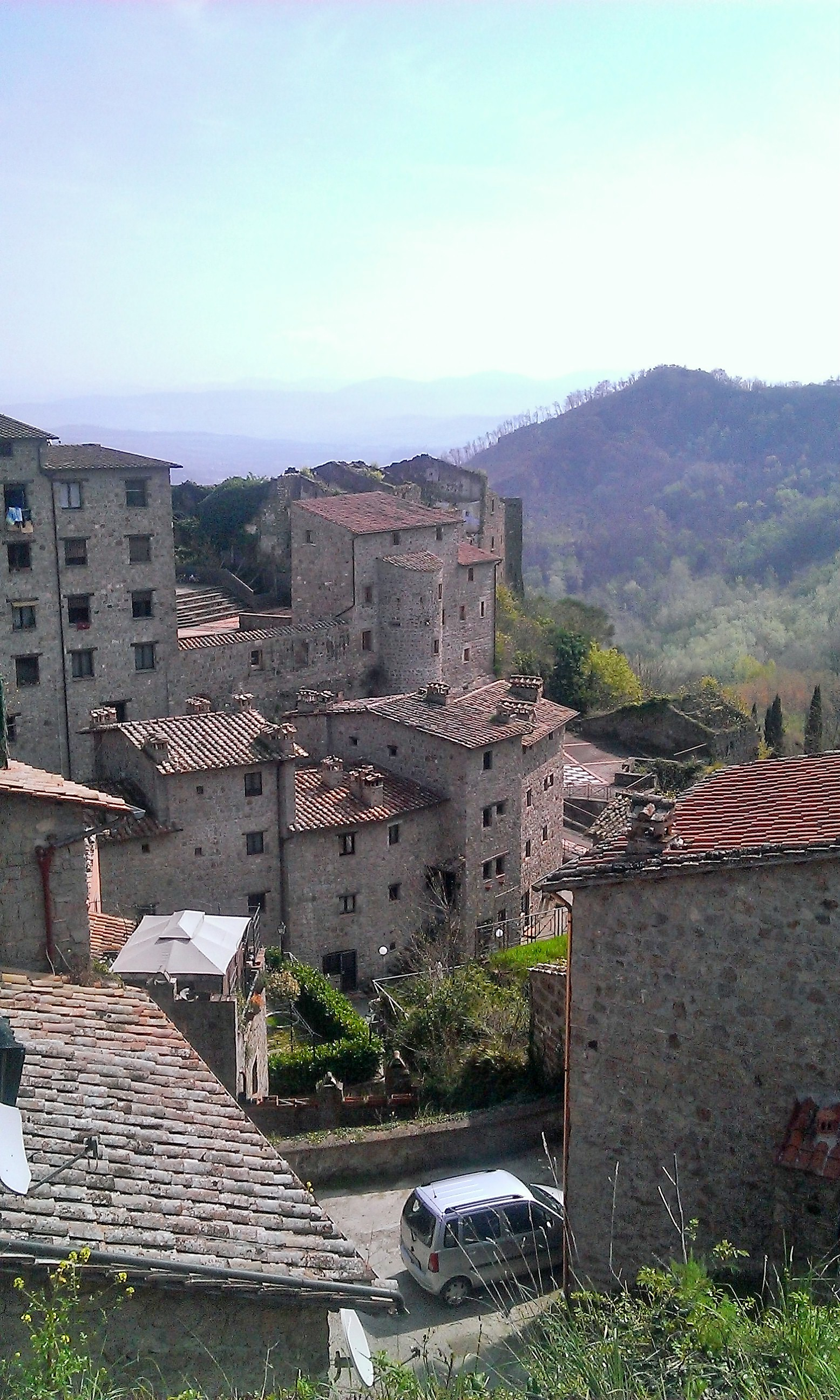
القرية القديمة

## روابط خارجية
- الموقع الرسمي